# شاي كيم سين
شاي كيم سين (1964 - 15 مارس 2021) سياسي ماليزي شغل منصب عضو مجلس الشيوخ عن ديوان نيجارا من 2014 إلى 2020. كان عضوًا في الجمعية الماليزية الصينية، وكان أيضًا نائب الأمين العام للحزب، وكذلك رئيسًا لفرقة سيبوتا بالحزب.
ولد تشاي في كوالا كانغسار بيراك، ودرس إدارة الأعمال في كلية تونكو عبد الرحمن الجامعية. [متزوج ولديه طفلان.
توفي في 15 مارس 2021 بسبب السرطان. أفاد أحد المصادر أنه لم يخبر الآخرين بالسرطان أبدًا.